# スーゾ・チェッキ・ダミーコ
スーゾ・チェッキ・ダミーコ（Suso Cecchi d'Amico, 1914年7月21日 - 2010年7月31日）は、イタリアの女性脚本家である。出生名スザンナ・ジョヴァンナ・チェッキ（Susanna Giovanna Cecchi）。

## 人物・来歴

### ネオレアリズモの代表作家
1914年7月21日、イタリア王国（現在のイタリア共和国）ローマに生まれた。父は脚本家のエミリオ・チェッキである。のちにペンネームとした「スーゾ」は本名スザンナの愛称である。
スーゾは記者・翻訳家として出発した。1938年、シルヴィオ・ダミーコの息子フェデーレ・ダミーコと結婚、スザンナ・ジョヴァンナ・チェッキ・ダミーコとなる。
第二次世界大戦後の1946年に脚本家となり、同年公開のロベルト・ロッセリーニ監督の『無防備都市』の脚本執筆に参加する。1947年、ルイジ・ザンパ監督の『平和に生きる』で、ロカルノ国際映画祭最優秀脚本賞、ならびに同年のナストロ・ダルジェント賞最優秀脚本賞を受賞する。同年に公開されたヴィットリオ・デ・シーカ監督の『自転車泥棒』の脚本に参加し、翌1948年には同作を共同執筆したデ・シーカ、チェーザレ・ザヴァッティーニ、オレステ・ビアンコリ、アドルフォ・フランチ、ジェラルド・グェッリエーリとともにナストロ・ダルジェント賞最優秀脚本賞を受賞する。1950年にも、レナート・カステラーニ監督の『春が来た』で、同作を共同執筆したカステラーニ、チェーザレ・ザヴァッティーニとともにナストロ・ダルジェント賞最優秀脚本賞を受賞し、「ネオレアリズモ」を代表する映画人となっていった。
1953年に公開されたウィリアム・ワイラー監督のアメリカ映画『ローマの休日』の脚本をエンニオ・フライアーノとともに執筆したが、クレジットはされなかった。同作は、1954年に第26回アカデミー賞脚本賞をイアン・マクレラン・ハンター（のちにダルトン・トランボが受賞）が受賞している。

### ヴィスコンティとイタリア式コメディの時代
1959年、マリオ・モニチェリ監督の『いつもの見知らぬ男たち』で、共同執筆したモニチェリ、アージェ＝スカルペッリとともにナストロ・ダルジェント賞最優秀脚本賞、ならびにフランチェスコ・ロージ監督の『挑戦』で、共同執筆したロージとともにナストロ・ダルジェント賞最優秀原作賞をダブル受賞している。1960年、ルキノ・ヴィスコンティ監督の『白夜』で、共同執筆したヴィスコンティとともに、スペイン・バルセロナでのサン・ジョルディ賞最優秀外国脚本賞を受賞する。1961年、ルキノ・ヴィスコンティ監督の『若者のすべて』で、共同執筆したヴィスコンティ、パスクァーレ・フェスタ・カンパニーレ、エンリコ・メディオーリとともにナストロ・ダルジェント賞最優秀脚本賞を受賞している。こうして、スーゾはネオレアリズモ以降のイタリア映画、とりわけヴィスコンティ作品、あるいはモニチェリ作品を中心としたイタリア式コメディ作品に欠かせない脚本家となっていく。
1966年、マリオ・モニチェリ監督の『ゴールデン・ハンター』で、共同執筆したモニチェリ、アージェ＝スカルペッリ、トニーノ・グエッラ、ジョルジョ・サルヴィオーニとともに、第38回アカデミー賞脚本賞にノミネートされる。1976年3月17日、厚い信頼を受けた映画監督ルキノ・ヴィスコンティが死去している。

### ヴィスコンティ没後
1980年、ダヴィド・ディ・ドナテッロ賞特別賞を受賞する。1982年、第35回カンヌ国際映画祭の審査委員を務める。1984年には共著で、幻の作品となった『ヴィスコンティ＝プルースト　シナリオ「失われた時を求めて」』が刊行された。
1986年、マリオ・モニチェリ監督の『女たちのテーブル』で、共同執筆したモニチェリ、トゥリオ・ピネッリ、レオ・ベンヴェヌーティ、ピエロ・デ・ベルナルディとともにダヴィド・ディ・ドナテッロ賞ダヴィド最優秀脚本賞を獲得すると同時に、同賞においてルキノ・ヴィスコンティ没後10年を記念したルキノ・ヴィスコンティ賞を受賞している。
1987年には、ダミアーノ・ダミアーニ監督の『インクアイリー/審問』でエンニオ・フライアーノとともにナストロ・ダルジェント賞最優秀原作賞を受賞する。1990年3月10日、夫フェデーレと死別する。同年、マリオ・モニチェリ監督の『暗い悪』で、共同執筆したトニーノ・グエッラとともにダヴィド・ディ・ドナテッロ賞ダヴィド最優秀脚本賞にノミネートされた。
ヴェネツィア国際映画祭のコンペティションにおいて、個別の作品でスーゾが賞を受けることはなかったが、1993年には第50回同映画祭でピエトロ・ビアンキ賞、1994年には第51回同映画祭で功労金獅子賞を受賞している。
2001年には、マリオ・モニチェリ監督のテレビ映画『外に雨が降るときのように』で、共同執筆したモニチェリ、レオ・ベンヴェヌーティ、ピエロ・デ・ベルナルディと共に、ビアリッツ・国際テレビ映像プログラミングフェスティバル（FIPA）金賞脚本賞を受賞する。2006年にはダヴィド・ディ・ドナテッロ賞50周年記念ドヴィド賞、2009年には全米脚本家組合賞「脚本の功績に対するジャン・ルノワール賞」を受賞した。
2010年7月31日、ローマで死去した。満96歳没。脚本における遺作は、マリオ・モニチェリ監督の遺作ともなった『砂漠の薔薇』（2006年）である。

### 没後
死去した同年、11月26日にアメリカ合衆国・ニューヨークで開かれた「ナポリ映画祭」でスーゾへのオマージュ上映が行なわれ、アレッサンドロ・ブラゼッティ監督の『こんなに悪い女とは』（1954年）、ヴィスコンティ監督の『白夜』、モニチェリ監督の『歓喜の爆笑』等が上映された。同年11月29日、長年にわたりその監督作への脚本提供を受け続けた共同作業者だったマリオ・モニチェリが自殺している。

## おもなフィルモグラフィ
特筆以外はすべて脚本である。100を越える脚本作があり、下記はその一部である。

### 1940年代 - 1950年代
- Mio figlio professore : 監督レナート・カステラーニ、1946年
- 無防備都市 Roma città libera : 監督ロベルト・ロッセリーニ、1946年
- 平和に生きる : 監督ルイジ・ザンパ、1947年
- 自転車泥棒 : 監督ヴィットリオ・デ・シーカ、1947年
- 鉄格子の彼方 : 監督ルネ・クレマン、1947年
- 春が来た È primavera... : 監督レナート・カステラーニ、1950年
- ミラノの奇蹟 : 監督ヴィットリオ・デ・シーカ、1951年
- ベリッシマ : 監督ルキノ・ヴィスコンティ、1951年
- わたしの罪ではない : 監督ジャンニ・フランチョリーニ、1953年
- われら女性（第五話） : 監督ルキノ・ヴィスコンティ、1953年
- ローマの休日 : 監督ウィリアム・ワイラー、1953年 - ノンクレジット [1]
- 夏の嵐 : 監督ルキノ・ヴィスコンティ、1954年
- こんなに悪い女とは Peccato che sia una canaglia  : 監督アレッサンドロ・ブラゼッティ、1954年
- 女ともだち : 監督ミケランジェロ・アントニオーニ、1956年
- 白夜 : 監督ルキノ・ヴィスコンティ、1957年
- 挑戦 La sfida : 監督フランチェスコ・ロージ、1958年
- いつもの見知らぬ男たち : 監督マリオ・モニチェリ、1958年
- メリヤス売り : 監督フランチェスコ・ロージ、1959年
- 街の中の地獄 : 監督レナート・カステラーニ、1959年
- 激しい季節 : 監督ヴァレリオ・ズルリーニ、1959年

### 1960年代
- 若者のすべて : 監督ルキノ・ヴィスコンティ、1960年
- ナポリ湾 : 監督メルヴィル・シェイヴルソン、1960年
- 歓喜の爆笑 Risate di gioia : 監督マリオ・モニチェリ、1960年
- ボッカチオ'70（第1話） : 監督マリオ・モニチェリ、第3話 : 監督ルキノ・ヴィスコンティ、オムニバス、1962年
- シシリーの黒い霧 : 監督フランチェスコ・ロージ、1962年
- 好敵手 : 監督ガイ・ハミルトン、1962年
- 山猫 : 監督ルキノ・ヴィスコンティ、1963年
- ゴールデン・ハンター : 監督マリオ・モニチェリ、1965年 - ビデオ題『カサノヴァ'70』、第38回アカデミー賞脚本賞ノミネート
- 熊座の淡き星影 : 監督ルキノ・ヴィスコンティ、1965年
- じゃじゃ馬ならし : 監督フランコ・ゼフィレッリ、1967年
- 裏切りの荒野 : 監督ルイジ・バッツォーニ、1967年
- 異邦人 : 監督ルキノ・ヴィスコンティ、1968年

### 1970年代
- わが青春のフロレンス : 監督マウロ・ボロニーニ、1970年
- ピノッキオの冒険 : 監督ルイジ・コメンチーニ、テレビ映画、1971年
- ルートウィヒ 神々の黄昏 : 監督ルキノ・ヴィスコンティ、1972年
- ブラザー・サン シスター・ムーン : 監督フランコ・ゼフィレッリ、1972年
- 家族の肖像 : 監督ルキノ・ヴィスコンティ、1974年
- イノセント : 監督ルキノ・ヴィスコンティ、1975年
- ヴィスコンティの肖像 : 監督ルーカ・ベルドーネ、1976年 - 出演
- ナザレのイエス : 監督フランコ・ゼフィレッリ、1977年

### 1980年代 - 2000年代
- 女たちのテーブル : 監督マリオ・モニチェリ、1985年
- マンマ・ミーア人生 : 監督マリオ・モニチェリ、1987年
- インクアイリー/審問 : 監督ダミアーノ・ダミアーニ、1987年 - 原作
- 黒い瞳 : 監督ニキータ・ミハルコフ、1987年
- 興味本意の女たち : 監督フランチェスコ・マサロ、1988年
- 暗い悪 Il male oscuro : 監督マリオ・モニチェリ、1989年
- マーティン・スコセッシ 私のイタリア映画旅行 : 監督マーティン・スコセッシ、1999年
- ふたりのトスカーナ : 監督アンドレア・フラッツィ / アントニオ・フラッツィ、2000年
- 外に雨が降るときのように Come quando fuori piove : 監督マリオ・モニチェリ、テレビ映画、2000年
- 砂漠の薔薇 Le rose del deserto : 2006年 - 長篇遺作

## 註
1. 1 2 3 4 5 6 7 8 9 10 11 12 13 14 15 16 17 18 19 20 21 22 23 24  Suso Cecchi d'Amico, インターネット・ムービー・データベース （英語）, 2010年12月3日閲覧。
2. 1 2 3 4 5 6  Suso Cecchi d'Amico, allmovie （英語）, 2010年12月3日閲覧。
3. ↑  Roman Holiday - IMDb（英語）, 2010年12月5日閲覧。
4. ↑  Luchino Visconti - IMDb（英語）, 2010年12月5日閲覧。
5. ↑  原著 Proust‐Visconti : A la recherche du temps perdu, 1984。日本語版（大條成昭訳、筑摩書房、1984年／ちくま文庫、1993年）
6. ↑  スーゾ・Ｃ・ダミーコさん死去 伊の映画脚本家、47NEWS, 2010年8月2日付、2010年12月5日閲覧。
7. ↑  Omaggio a Suso Cecchi D’Amico alla 7° edizione di 41° Parallelo, cinemaitaliano.info （イタリア語）, 2010年11月25日付、2010年12月5日閲覧。
8. ↑  Mario Monicelli morto suicida a Roma, コリエーレ・デラ・セラ （イタリア語）, 2010年11月29日付、2010年12月5日閲覧。
9. ↑  スーゾ・チェッキ・ダミーコ、キネマ旬報映画データベース、2010年12月5日閲覧。
10. ↑  スーゾ・チェッキ・ダミーコ、allcinema ONLINE, 2010年12月5日閲覧。